# Blask na wschodzie
Blask na wschodzie (ang. The North Star) – amerykański film z 1943 roku w reżyserii Lewisa Milestone’a.

## Nagrody i nominacje
| Nazwa nagrody | Wygrane            | Nominacje |
| ------------- | ------------------ | --- |
| Oscar         | 1944 bez rezultatu | 1944 Najlepszy scenariusz oryginalny Lillian Hellman Najlepsza muzyka w dramacie lub komedii Aaron Copland Najlepsza scenografia – filmy czarno-białe Howard Bristol, Perry Ferguson Najlepsze efekty specjalne Clarence Slifer, Ray Binger, Thomas T. Moulton Najlepsze zdjęcia – filmy czarno-białe James Wong Howe Najlepszy dźwięk Thomas T. Moulton Samuel Goldwyn SSD |